# Lopon Tseczu Rinpocze
Lopon Tseczu Rinpocze (ur. w 1918 w Bhutanie, zm. 10 czerwca 2003 w Tajlandii) był wielkim mistrzem buddyzmu tybetańskiego, wysoce cenionym w Himalajach, posiadającym wielu uczniów zarówno na Wschodzie jak i na Zachodzie. 
Jako młody chłopiec przyjął ślubowania mnisie w Phunaka Dzong, największym klasztorze w Bhutanie. Szkolił się u ważnych nauczycieli wszystkich głównych szkół buddyzmu tybetańskiego, szczególnie linii drukpa kagyu i karma kagyu. Po spotkaniu z Jego Świątobliwością XVI Gyalwa Karmapą w Bhutanie w 1944 roku, Lopon Tseczu Rinpocze został jego bliskim uczniem i otrzymał od niego przekaz linii karma kagyu. Ich związek był tak bliski, że XVI Karmapa pewnego razu powiedział "Jeśli ja jestem Buddą, Lopon Tseczu jest moim Anandą"

## Aktywność
Przebywający w swojej siedzibie w Katmandu, Lopon Tseczu był kluczową postacią czuwającą nad rozwojem buddyzmu w Nepalu po zajęciu Tybetu przez Chiny. Wywarł wyjątkowy wpływ na całą zróżnicowaną społeczność buddyjską w Nepalu, był zarówno wielkim lamą jak i zręcznym politykiem.
Lopon Tseczu był pierwszym nauczycielem lamy Olego Nydahla – jednego z najbardziej aktywnych zachodnich mistrzów buddyjskich. Był on główną inspiracją dla pracy lamy Olego, zakładającego ośrodki buddyzmu Diamentowej Drogi na Zachodzie. 
Na zaproszenie Olego Nydahla, Rinpocze po raz pierwszy przybył na Zachód w 1988 roku, by dawać nauki i przekazy wielu uczniom. Przez następne 15 lat Lopon Tseczu prowadził medytacje, udzielał inicjacji oraz wyjaśnień Dharmy dla wielu tysięcy ludzi w Europie, Rosji i Ameryce. Wielokrotnie, niemal każdego roku, odwiedzał Polskę.
W 1997 roku Rinpocze założył Centrum Dharmy Buddy, klasztor w pobliżu wielkiej stupy Swayambhu w Katmandu. 
Rinpocze wybudował, zarówno na Wschodzie jak i na Zachodzie, wiele stup – budowli symbolizujących oświecony umysł Buddy. Ukoronowaniem jego aktywności i jedną z największych spuścizn jakie pozostawił, jest Stupa Oświecenia w Benalmadena w Hiszpanii. Otwarta w 2003 roku, wysoka na 33 metry (lub 108 stóp) jest największą stupą w zachodnim świecie. W Polsce znajduje się, wybudowana przez Rinpocze, Stupa Cudów (w Kucharach koło Drobina w woj.mazowieckim).
Lopon Tseczu Rinpocze zmarł dziesiątego czerwca 2003 r. Był jednym z ostatnich z pokolenia lamów wykształconych w starym Tybecie. Lama Ole Nydahl opisał śmierć Rinpocze metaforą dostojnego dębu upadającego w puszczy.